# Сенел Пас
Сенел Пас (на испански: Senel Paz) е кубински журналист, сценарист и писател на произведения в жанра социална драма.

## Биография и творчество
Сенел Пас Мартинес е роден през 1950 г. във Фоменто, провинция Санкти Спиритус, Куба, в селско семейство. Израства в Кабайгуан. Става първият от семейството, който получава основно образование. Завършва през 1973 г. Факултета по журналистика на университета на Хавана. След дипломирането си работи като журналист във вестник „Аделанте“ и в Министерството на културата. В периода 1998 – 2001 г. ръководи отдела по сценарии в Международното филмово училище в Сан Антонио де лос Баньос, след което става декан на училището.
Първата му книга, сборникът с разкази „Детето, което“, е издадена през 1980 г. Известен е най-вече като сценарист и на първо място – за сценария филма „Ягода и шоколад“ по собствената му новела „Вълкът, гората и новият човек“. В историята се срещат младият и убеден комунист Давид и аполитичният гей Диего. След като разбира, че няма да го прелъсти сексуално, Диего решава да съблазни съзнанието на Давид, предлага му книги и предизвиква ограничените възгледи на наивния юноша, а през това време Давид има поръчение да следи Диего и да доносничи. Те развиват истинско, макар и необичайно, приятелство, чрез което домът на Диего става място за музика и литературата, а Давид открива страстта към живота и израства интелектуално. Първоначално новелата се предава апокрифно устно и на аудиокасети, а после е издадена в ограничен тираж от 500 бр. от Кубинското министерство на културата, добивайки славата на най-фотокопирания документ в историята на Куба. За нея Сенел Пас получава наградата „Хуан Рулфо“ и е издадена в двадесет страни. През 1993 г. по нея и сценария му е заснет филма „Ягода и шоколад“ на режисьора Томас Гутиерес Алеа, който получава редица престижни награди.
За творчеството си получава редица отличия, като: ордена „За национална култура“, медала „Алехо Карпентиер“, почетното отличие на наградата „Маданджит Сингх“ на ЮНЕСКО, наградата „Давид“ на Съюза на писателите и артистите на Куба (1979) и наградата за сценарий „Каракол“ (1985). Член е на Националния съвет на Съюза на писателите и артистите на Куба.
Сенел Пас живее в Хавана.

## Произведения

### Самостоятелни романи
- El rey en el jardín (1983)[1][3]
- Fresa y cholocate (1995) – романизация по сценария за филма и разказа
Ягода и шоколад, изд.: „Жанет 45“, Пловдив (2010), прев. Еми Барух
- En el cielo con diamantes (2007)

### Сборници
- El niño aquel (1980)[1]
- Los muchachos se divierten (1989)
- Las hermanas (1993)
- No le digas que la quieres (2004)

### Новели
- El Lobo, el bosque y el hombre nuevo (1990)[1][2]

### Пиеси
- Mentiras adorables[3]
- Querido Diego

### Екранизации
- 1985 Una novia para David
- 1989 El amor se acaba
- 1992 Adorables mentiras
- 1993 Fresa y chocolate, сценарий по разказа El Lobo, el bosque y el hombre nuevo
- 1994 Maite
- 1996 Malena es un nombre de tango
- 1997 Нещата, които оставих в Хавана, Cosas que dejé en La Habana
- 2000 Un paraíso bajo las estrellas
- 2000 Списък на чакащи, Lista de espera
- 2003 Más ¡vampiros en La Habana!
- 2006 Una rosa de Francia